# NGC 4413
NGC 4407 = NGC 4413 ist eine Balken-Spiralgalaxie mit ausgedehnten Sternentstehungsgebieten vom Hubble-Typ SBab im Sternbild Jungfrau auf der Ekliptik. Sie ist schätzungsweise 52 Millionen Lichtjahre von der Milchstraße entfernt und ist unter der Katalognummer VVC 912 als Teil des Virgo-Galaxienhaufens gelistet. Die Radialgeschwindigkeit von NGC 4407 von 105 km/s ist zu gering, um einen verlässlichen Indikator für die Entfernung zu liefern, da besondere Geschwindigkeiten (ohne Hubble-Ausdehnung) einen wesentlichen Teil des Wertes ausmachen könnten. Tatsächlich ist die seiner Geschwindigkeit entsprechende Entfernung von 2 Millionen Lichtjahren weitaus geringer als die von der Rotverschiebung unabhängige Entfernungsschätzung von etwa 52 Millionen Lichtjahren.
Im selben Himmelsareal befinden sich u. a. die Galaxien NGC 4388, NGC 4425, IC 3349, IC 3363.
Das Objekt wurde am 17. April 1784 von Wilhelm Herschel entdeckt und versehentlich doppelt verzeichnet, so dass sich in der Folge zwei Einträge im New General Catalogue auf diese Galaxie beziehen.